# Annika Luther
Annika Larsdotter Luther, född 2 juni 1958 i Helsingfors, är en finlandssvensk författare. Hon är biolog och har arbetat som lektor vid Tölö gymnasium i Helsingfors. Boken Brev till världens ände vann Topeliuspriset år 2008. Luther är gift med zoologen Kristian Donner; en av hennes döttrar är författaren Ulla Donner.